# Melanie Kurt

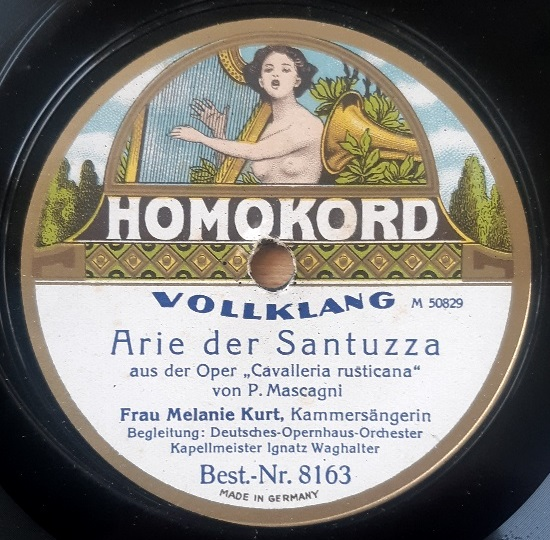
Die letzte Schallplatte von Melanie Kurt (Berlin 1923)

Melanie Kurt (ursprünglich Melanie Kohn, * 8. Jänner 1880 in Wien; † 11. März 1941 in New York City) war eine österreichische Opernsängerin (Sopran).

## Leben
Melanie Kurt studierte zunächst in ihrer Heimatstadt Klavier und später Gesang. Schließlich wechselte sie nach Berlin, wo Marie Lehmann, die Schwester der Sopranistin Lilli Lehmann, ihre Lehrerin wurde, trat zunächst zwischen 1897 und 1900 als Pianistin auf. 1902 debütierte sie am Stadttheater Lübeck als Elisabeth in Richard Wagners Tannhäuser. In diesem Jahr änderte sie ihren Geburtsnamen Kohn zu Kurt.
Es folgten Engagements am Opernhaus Leipzig (1903 bis 1904), dann nach weiteren Studien, in Berlin, von 1905 bis 1908 in Braunschweig. Ab 1908 war Berlin ihre künstlerische Heimat, zunächst die Hofoper (bis 1912), dann das Deutsche Opernhaus Charlottenburg (1913 bis 1915).
Von Berlin aus begann ihre eigentliche Karriere, die sich auch in ersten Gastspielen auswirkte, zum Beispiel am Royal Opera House Covent Garden in London, ab 1910, oder beim Salzburger Mozart-Fest von 1910, dem Vorläufer der Salzburger Festspiele. Später kamen Auftritte an der Mailänder Scala, der Wiener und der Dresdner Staatsoper und dem Nationaltheater München hinzu.
Einen Höhepunkt ihrer Karriere erreichte Kurt 1914 als Nachfolgerin der großen Olive Fremstad an der Metropolitan Opera in New York. Dieses Engagement endete jedoch mit dem Eintritt der USA in den Ersten Weltkrieg 1917. Ab diesem Jahr wurden in den USA keine Wagneropern mehr aufgeführt. Kurt blieb zunächst in Amerika, fand dort jedoch auch nach Kriegsende keine Beschäftigung mehr und kehrte 1919 nach Deutschland zurück.
Hier sang sie in den Folgejahren vor allem an verschiedenen Berliner Häusern und der Leipziger Oper, daneben in Stuttgart, Dresden, Wien und bei den Wagnerfestspielen von Zoppot (1922), damals einer ernsthaften Konkurrenz zu den Bayreuther Festspielen.
Ende der 1920er Jahre zog sich die Sängerin nach und nach von der Bühne zurück und arbeitete vermehrt als Pädagogin, zunächst in Berlin, dann – nach der Machtergreifung der Nationalsozialisten – in Wien. 1938 musste sie als Jüdin auch aus Österreich fliehen und emigrierte in die USA. Bis zu ihrem Tod lebte sie in New York.

## Repertoire und Bedeutung
Angesichts der Hindernisse, die Kurts Karriere durch den Ersten Weltkrieg und später durch den aufkommenden Nationalsozialismus erfuhr, muss man von einer außergewöhnlichen Laufbahn sprechen.
Dafür spricht auch ihr außergewöhnlich großes und breit gefächertes Repertoire: Obwohl sie ihre größten Erfolge als Wagnersängerin feierte – die Isolde in Tristan und Isolde hat sie allein an der Met in nur drei Jahren 49 mal gesungen –, sang sie auch Verdi-Partien (Aida, Amelia in Un ballo in maschera), Beethovens Fidelio, Mozarts Pamina (Die Zauberflöte) und Donna Anna Don Giovanni, die Rachel in Halévys Jüdin, Opern von Ruggiero Leoncavallo, Richard Strauss (Marschallin im Rosenkavalier), Christoph Willibald Gluck und Händel.
Der Musikkritiker Jürgen Kesting schließt in seinem Buch über die großen Sänger des 20. Jahrhunderts den Artikel über Kurt mit den Worten: „Eine wundervolle Stimme und eine zentrale Sängerin.“ (S. 246)
Melanie Kurt hinterließ Schallplatten für Gramophone (Berlin 1910–14), Parlophon (Berlin 1912), Columbia (New York 1916–17), Grammophon (Berlin 1921) und Homokord (Berlin 1923). 13 Titel wurden im Jahr 2000 auf einer CD der Firma Preiser Records wiederveröffentlicht.